# 乖離率
乖離率（英語：Bias Ratio, BIAS），代表當日股票收盤價或盤中市價與移動平均線的差距，以分析股價偏離某時期平均價（平均成本）的程度。乖離率可分為正乖離率與負乖離率，若股價在移動平均線之上，稱為正乖離率；股價在移動平均線之下，則為負乖離率。乖離率可視作某時期的平均報酬率。乖離率是由移動平均線之買賣法則所延伸之技術指標，其判斷依據為當股價偏離移動平均線很遠時，會轉而趨向移動平均線；但買賣法則並未論述偏離程度應達到多少，股價將向移動平均線靠近。
當股價與移動平均線的差距愈遠時，乖離率的絕對值愈大（乖離率可正可負），代表乖離愈大，股價即將有修正偏離的可能；當乖離率呈現正值過大或負值過大情況時，股價均會產生反轉的修正走勢。
「正乖離」越正表示「超買」（Overbought），將有下跌的壓力；「負乖離」越負表示「超賣」（Oversold），將有上升的動能，此時股價將有向平均成本移動作調整的機會。當乖離率達到多少意味為超買及超賣，此判斷之標準將見仁見智。
單獨使用乖離率會有買賣點不明確的缺點，僅能解釋成發生反轉的機會增加，尚需佐以經驗法則和其他分析工具來作判斷。

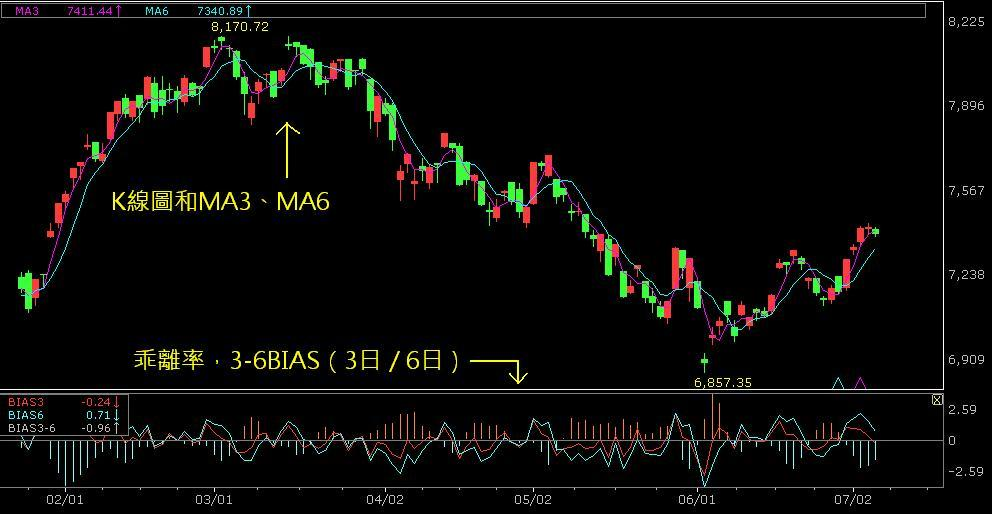
上方為台股加權指數K線圖，
下方為乖離率（3日／6日）。

## 公式
{\displaystyle nBIAS={\frac {Close-MA_{n}}{MA_{n}}}\times {100}\%}
【註】
1. nBIAS為n日乖離率；
2. Close為當日收盤價；
3. MA為移動平均價、MAn為n日移動平均價，n依需求自訂日數，一般設定3日和6日。

## 均線乖離率
均線乖離率的概念是依據長短天期移動平均線的差值來決定多空的方向。如果股價在長天期均線之上則作多；反之股價在長天期均線之下則作空或者空手。
〖公式〗
{\displaystyle BIAS_{(MA)}={\frac {MA_{short}-MA_{long}}{MA_{long}}}\times {100}\%}
【註】
1. {\displaystyle {\begin{smallmatrix}BIAS_{(MA)}\end{smallmatrix}}}：均線乖離率；
2. {\displaystyle {\begin{smallmatrix}MA_{short}\end{smallmatrix}}}為短天期均線、{\displaystyle {\begin{smallmatrix}MA_{long}\end{smallmatrix}}}為長天期均線。

## n-mBIAS
〖公式〗
{\displaystyle n-mBIAS=nBIAS-mBIAS}
短天期的乖離率減去長天期的乖離率來分析趨勢，一般會採用的天數為3天和6天。
當3BIAS與6BIAS交叉時， 3-6BIAS會趨近於0，此點即為支撐點或壓力點，此時可以視為買賣訊號。不過3-6BIAS會有訊號過多的問題，實務上可以拉長平均天數來使用（例如：10天和25天）。

## 內部連結
- 技术分析
- 移動平均（MA）
- 随机指标（KD）
- 相對強弱指數（RSI）
- 指數平滑異同移動平均線（MACD）

## 外部連結
- BIAS解釋（页面存档备份，存于）
- BIAS舉例（页面存档备份，存于）
- 3-6BIAS（页面存档备份，存于）